# Le Mouvement de la ruralité
Le Mouvement de la ruralité (LMR; deutsch „Die Bewegung der Ländlichkeit“ oder „des ländlichen Raums“), bis 2019 Chasse, pêche, nature, traditions (CPNT; „Jagen, Fischen, Natur, Traditionen“) ist eine französische Partei. Sie wird in der deutschsprachigen Presse als „Jägerpartei“ bezeichnet.

## Geschichte
Die Partei wurde 1989 u. a. von André Goustat und Jean Saint-Josse als Interessenpartei der Jäger gegen  EU-Richtlinien, die die Jagdzeiten beschränken, gegründet. Goustat war der erste Parteivorsitzende und zugleich Bürgermeister der kleinen Gemeinde Mauzac-et-Grand-Castang in der Dordogne. Bei den Regionalwahlen 1992 wurden 29 Mitglieder der CPNT in die Regionalräte von 13 Regionen gewählt, zehn davon in der südwestfranzösischen Region Aquitanien, wo Goustat anschließend Vizepräsident des Regionalrats war. Bei den Regionalwahlen 1998 erhielt die Partei 32 Sitze in 17 Regionen.
Jean Saint-Josse, Bürgermeister von Coarraze im Département Pyrénées-Atlantiques, folgte Goustat 1998 an der Parteispitze. Die CPNT war von 1999 bis 2004 im Europäischen Parlament vertreten, wo ihre sechs Abgeordneten der EU-skeptischen Fraktion Europa der Demokratien und der Unterschiede angehörten. Zur französischen Präsidentschaftswahl 2002 kandidierte Saint-Josse für CPNT und kam mit 4,2 % der Stimmen auf den neunten Platz.
Frédéric Nihous vertrat die Partei bei der Präsidentschaftswahl 2007 und erhielt 1,15 % der Stimmen. Nihous war von 2008 bis 2016 Vorsitzender der CPNT. Sie ist seit 2012 formal mit der konservativen Union pour un mouvement populaire (UMP) bzw. seit 2015 mit Les Républicains verbunden. Dementsprechend stellte sie keine eigenen Präsidentschaftskandidaten mehr auf, sondern unterstützte 2012 Nicolas Sarkozy und 2017 François Fillon. Seit 2016 wird die Partei von Eddie Puyjalon geführt, im Jahr 2019 hatte sie über 8.000 Mitglieder. Im Herbst 2019 benannte sie sich in Le Mouvement de la ruralité um.

## Ergebnisse der Europawahlen
- 1989: 4,1 %
- 1994: 4,0 %
- 1999: 6,8 %, 6 Mandate
- 2004: 1,7 %
- 2009: Teil der Liste Libertas, 4,8 %
- 2014: nicht angetreten
- 2019: Auf der Liste der Les Républicains, 8,5 %